# Eduardo Andrade
Eduardo Antonio Andrade Jauregui (Guayaquil, 21 de febrero de 1985) es un presentador de televisión, locutor de radio y cantante ecuatoriano, conocido por participar y conducir programas realitys en Ecuador.

## Vida personal
Eduardo Antonio Andrade nació en la ciudad de Guayaquil, Ecuador, sus padres adoptivos son los señores Antonio Andrade Fajardo y la señora María José Jauregui.
En 2011 fundó el proyecto social Motivarte (motivación a través del arte), donde imparte talleres de actuación, escritura y motivación a personas privadas de libertad, además de los reformatorios juveniles. También ha colaborado con el padre Xavier Tigrero en la iglesia Nuestra Señora de la Presentación. Además ha sido jurado en programas artísticos de escuelas fiscales y embajador del hospital de niños Francisco de Ycaza Bustamante.

## Estudios
Máster en periodismo y proyecto digitales 2022 ( Universidad Casa Grande) 
Estudió la carrera de tecnólogo en Diseño y Publicidad web, en la Universidad Católica de Guayaquil, realizó un diplomado en Liderazgo de la Georgetown University, estudió Diseño Audiovisual en la Universidad de Palermo de Buenos Aires y se especializó en Artes Escénicas en Nueva York.

## Carrera

### Televisión
Su primera aparición en televisión, fue en el programa La ensalada de UCSG Radio TV, junto a Saskia Bermeo.
Fue concursante del reality Combate, de RTS, desde sus primeras temporadas. Más tarde se trasladó a Argentina, donde trabajó en la productora de televisión Endemol, para un reality show llamado Para siempre, de El Trece.
Fue animador del reality BLN La Competencia, de Canal Uno, hasta febrero de 2016. En ese mismo mes inició como animador del reality Combate, compartiendo la conducción del show con Doménica Saporiti y en 2017 con Michela Pincay, hasta 2019, cuando el programa terminó.
En 2020 es parte del programa De casa en casa donde fue jurado en el reality ¿Quién está detrás? junto a Carolina Jaume y Samantha Grey. En ese mismo año realizó una participación especial en la telenovela Antuca me enamora.

### Radio
En 2013 fue parte del programa radial La noche.com de  Radio Estrella.
En febrero de 2016, luego de tres años de estar alejado de la radio, se unió a Radio Fuego (106.5), con su programa Al fuego con Eduardo Andrade.

### Música
En 2016 se dio a conocer que tenía un tema musical llamado Don't Stop the Party y que lanzó el segundo llamado Una noche, además de estar produciendo el tercer tema denominado Perro Amor y manifestó que su faceta como cantante la hacía porque le gustaba más no por fines comerciales.

### Internet
Debido a la petición de algunos exparticipantes de programas reality hacia Andrade, de que los reuniera de nuevo, en julio de 2019, decidió sacar junto a la productora Roma TV, un programa en Instagram TV denominado La realidad detrás del reality, con 12 ex-chicos reality, en donde por medio de entrevistas hacia ellos se conoce su vida después de dichos programas.

## Trayectoria

### Programas de televisión
- Desafío a la Fama - Ecuavisa 2023
- BLN la competencia el regreso 2023 Gamatv
- Combate Guatemala (2021) Canal 3 - Animador
- De casa en casa (2020) TC Televisión - Jurado (reality ¿Quién está detrás?)
- Para siempre (2018) El Trece - Animador
- Combate Ecuador (2016-2017) RTS - Animador
- BLN La Competencia (2013-2016) Canal Uno - Animador
- Combate Ecuador (2010-2012) RTS - Concursante
- La ensalada (2009) UCSG Televisión - Conductor

### Series y Telenovelas
- (2020) Antuca me enamora - Él mismo
- (2018) Nina - Él mismo